# Haranga borneensis
Haranga borneensis är en insektsart som beskrevs av William Lucas Distant 1912. Haranga borneensis ingår i släktet Haranga och familjen dvärgstritar. Inga underarter finns listade i Catalogue of Life.